# Pont de Clare College
Clare College Bridge est le neuvième pont au total et le cinquième pont de la rivière Cam sur son cours moyen dans la ville de Cambridge  en Angleterre. C'est le plus ancien pont encore en activité à Cambridge, construit en 1639-40 par Thomas Grumbold . Dans les archives britanniques, il s'agit d'un bâtiment classé de Grade I .

## Voir également
- Liste des ponts de Cambridge